# Preko
Preko – wieś w Chorwacji, w żupanii zadarskiej, w gminie Preko. W 2011 roku liczyła 1286 mieszkańców.